# Apple A7
L'Apple A7 és un sistema de 64 bits en un xip (SoC) dissenyat per Apple Inc. Va aparèixer per primera vegada a l'iPhone 5S, que es va anunciar el 10 de setembre de 2013, i l'iPad Air i l'iPad Mini 2, que es van anunciar. el 22 d'octubre de 2013. Apple afirma que és fins a dues vegades més ràpid i té fins a dues vegades la potència gràfica en comparació amb el seu predecessor, l'Apple A6. És el primer SoC de 64 bits que s'envia a un telèfon intel·ligent o tauleta de consum. El 21 de març de 2017, l'iPad mini 2 es va suspendre, la qual cosa va acabar amb la producció de xips A7. L'última actualització de programari per als sistemes que utilitzen aquest xip va ser iOS 12.5.7, llançat el 23 de gener de 2023, ja que es van suspendre amb el llançament d'iOS 13 i iPadOS 13 el 2019.

## Disseny
L'A7 inclou un disseny d'Apple de 64 bits de 1.3 -1.4 GHz i CPU de doble nucli ARMv8-A, anomenada Cyclone. El conjunt d'instruccions A64 de 64 bits a l'arquitectura ARMv8-A duplica el nombre de registres de l'A7 en comparació amb l'arquitectura ARMv7 utilitzada a l'A6. Té 31 registres de propòsit general de 64 bits d'amplada i 32 registres de coma flotant/ NEON de 128 bits d'ample cadascun.
L'A7 també integra una unitat de processament gràfic (GPU) que AnandTech creu que és un PowerVR G6430 en una configuració de quatre clústers.
L'A7 té una memòria cau L1 per nucli de 64 KB per a dades i 64 KB per a instruccions, una memòria cau L2 d'1 MB compartits pels dos nuclis de CPU, i una memòria cau L3 de 3 MB que dona servei a tot el SoC.
L'A7 inclou un nou processador d'imatge, una característica introduïda originalment a l'A5, que s'utilitza per a funcionalitats relacionades amb la càmera, com ara l'estabilització d'imatge, la correcció de color i l'equilibri de la llum. L'A7 també inclou una àrea anomenada "Secure Enclave" que emmagatzema i protegeix les dades del sensor d'empremtes digitals Touch ID de l'iPhone 5S i l'iPad mini 3. S'ha especulat que la seguretat de les dades a l'Enclavament Segur es fa complir per la tecnologia TrustZone / SecurCore d'ARM. En un canvi de l'Apple A6, el SoC A7 ja no serveix per a l'acceleròmetre, el giroscopi i la brúixola. Per tal de reduir el consum d'energia, aquesta funcionalitat s'ha traslladat al nou coprocessador de moviment M7 que sembla ser un microcontrolador separat basat en ARM de NXP Semiconductors.

## Productes que inclouen l'Apple A7
- Iphone 5s
- iPad Air (1a generació)
- iPad Mini 2 i Mini 3